# 奧希甘博
奧希甘博是納米比亞北部的村落，由奧希科托區負責管轄，該村位於埃托沙鹽湖以東的奧希甘博河畔，村中有一所小學和中學。
17°47′S 16°04′E / 17.783°S 16.067°E